# Подольская (Вологодская область)
Подольская — деревня в Никольском районе Вологодской области.
Входит в состав Теребаевского сельского поселения, с точки зрения административно-территориального деления — в Теребаевский сельсовет.
Расстояние по автодороге до районного центра Никольска — 27 км, до центра муниципального образования Теребаево — 9 км. Ближайшие населённые пункты — Челпаново, Калинино, Нагавицино.
По переписи 2002 года население — 27 человек (11 мужчин, 16 женщин). Всё население — русские.

## Известные уроженцы
Подольский Анатолий Анатольевич (род. 1953) — российский поэт, прозаик, общественный деятель, член Союза писателей России. Заслуженный работник культуры Республики Марий Эл (2018), лауреат Государственной премии Республики Марий Эл в области литературы имени С. Г. Чавайна (2023).